# Ituverava (ort)
Ituverava är en ort i Brasilien.   Den ligger i kommunen Ituverava och delstaten São Paulo, i den sydöstra delen av landet, 500 km söder om huvudstaden Brasília. Ituverava ligger 607 meter över havet och antalet invånare är 36 997.
Terrängen runt Ituverava är platt åt sydväst, men åt nordost är den kuperad. Ituverava är det största samhället i trakten.
Omgivningarna runt Ituverava är en mosaik av jordbruksmark och naturlig växtlighet. Runt Ituverava är det ganska tätbefolkat, med 72 invånare per kvadratkilometer.